# 邱吉爾山脈
邱吉爾山脈（英語：Churchill Mountains）是南極洲的山脈，位於伯德冰川和尼姆羅德冰川之間，西面以羅斯冰架為界，該冰川由羅伯特·斯科特帶領的英國探險隊發現。